# Jammit
Jammit est un jeu vidéo de basket-ball sorti en 1994 sur 3DO, DOS, Mega Drive et Super Nintendo. Le jeu a été développé par GTE Vantage et édité par Virgin Interactive.